# Graphe antenne
Le graphe antenne est, en théorie des graphes, un graphe possédant 6 sommets et 7 arêtes. Il peut être construit en ajoutant un sommet au graphe maison et en le reliant au seul sommet de degré 2 étant relié dans le graphe de départ à 2 sommets de degré 3. Cette arête supplémentaire ressemble à une antenne dressée sur le toit du graphe maison, d'où le nom de graphe antenne employé au sein de la classification de l'ISGCI (Information System on Graph Classes and their Inclusions). 

## Propriétés

### Propriétés générales
Le diamètre du graphe antenne, l'excentricité maximale de ses sommets, est 3, son rayon, l'excentricité minimale de ses sommets, est 2 et sa maille, la longueur de son plus court cycle, est 3. Il s'agit d'un graphe 1-sommet-connexe et d'un graphe 1-arête-connexe, c'est-à-dire qu'il est connexe et que pour le rendre déconnecté il suffit de le priver d'un sommet ou d'une arête.

### Coloration
Le nombre chromatique du graphe antenne est 3. C'est-à-dire qu'il est possible de le colorer avec 3 couleurs de telle façon que deux sommets reliés par une arête soient toujours de couleurs différentes. Ce nombre est minimal.
L'indice chromatique du graphe antenne est 3. Il existe donc une 3-coloration des arêtes du graphe telle que deux arêtes incidentes à un même sommet soient toujours de couleurs différentes. Ce nombre est minimal.
Il est possible de compter les colorations distinctes du graphe antenne. Cela donne une fonction dépendant du nombre de couleurs autorisé. C'est une fonction polynomiale et le polynôme qui lui est associé est qualifiée de polynôme chromatique. Ce polynôme de degré 6 admet pour racines tous les entiers positifs ou nuls strictement inférieurs à 3. Il est égal à : {\displaystyle (x-2)(x-1)^{2}x(x^{2}-3x+3)}.

### Propriétés algébriques
Le groupe d'automorphismes du graphe antenne est un groupe abélien d'ordre 2 : le groupe cyclique Z/2Z.
Le polynôme caractéristique  de la matrice d'adjacence  du graphe antenne est : {\displaystyle (x-1)x^{2}(x+2)(x^{2}-x-4)}. C'est le seul graphe avec ce polynôme caractéristique : le graphe antenne est déterminé de façon unique par son spectre de graphe, l'ensemble des valeurs propres de sa matrice d'adjacence.